# Otterville (Illinois)
Pour les articles homonymes, voir Otterville.
Otterville est une ville du comté de Jersey, en Illinois, aux États-Unis. Elle est incorporée le 3 juillet 1867,. Lors du recensement de 2010, la ville comptait une population de 126 habitants.

## Histoire
Otterville est le siège de la première école intégrée (en) gratuite aux États-Unis, l' école primaire de Hamilton (en) , située sur Main Street. L'école est inscrite au Registre national des lieux historiques depuis 1998.

## Source de la traduction
- (en) Cet article est partiellement ou en totalité issu de l’article de Wikipédia en anglais intitulé « Otterville, Illinois » (voir la liste des auteurs).